# Mathias Vacek
Mathias Vacek, né le 12 juin 2002 à Beroun, est un coureur cycliste et fondeur tchèque. Son frère aîné Karel est également coureur cycliste.

## Biographie

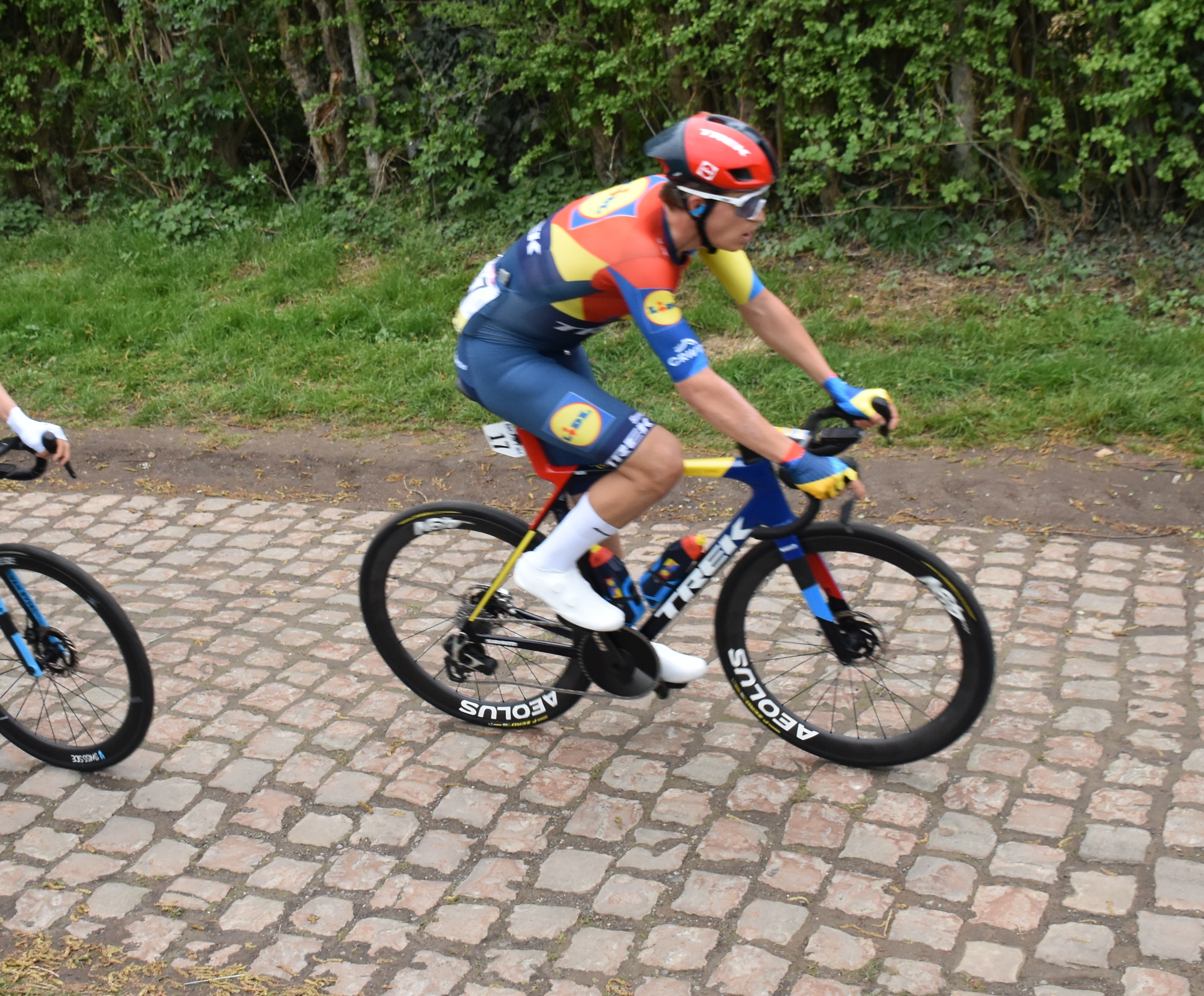
Mathias Vacek #17 - Paris-Roubaix 2025

En tant que junior, Mathias Vacek pratique le ski de fond et le cyclisme sur route en même temps. En ski de fond, il devient champion de République tchèque juniors sur 10 kilomètres et participe aux Jeux olympiques de la jeunesse d'hiver de 2020, où il se classe plusieurs fois parmi les 20 premiers. En cyclisme, sous le maillot de l'équipe nationale des juniors, il termine quatrième au classement général du Saarland Trofeo en 2019.
En 2020, il est champion de République tchèque du contre-la-montre juniors et surtout champion d'Europe du contre-la-montre juniors,.  
Après ses succès obtenus, il se concentre sur le cyclisme et passe professionnel à partir de 2021 au sein de l'équipe Gazprom-RusVelo. En début de saison 2022, à l'issue d'une échappée, il gagne la 6e étape du Tour des Émirats arabes unis et signe à 19 ans son premier succès sur le World Tour. Peu après, l'équipe Gazprom-RusVelo perd sa licence UCI en raison de l'invasion de l'Ukraine par la Russie en 2022. Il continue à courir avec la sélection nationale. Il participe à des manches de la Coupe des Nations espoirs (moins de 23 ans) et remporte notamment le prologue de la Course de la Paix-Grand Prix Jeseníky à domicile. Après être devenu champion de République tchèque du contre-la-montre espoirs, il est médaillé d'argent aux championnats d'Europe et du monde chez les espoirs.
Il rejoint l'équipe Trek-Segafredo en 2023 après avoir couru la seconde moitié de la saison 2022 en tant que stagiaire au sein de cette formation.
Au Tour de Norvège 2024, il termine à la quatrième place du classement général et remporte le maillot du meilleur jeune. En juin 2024, il termine deuxième de la première étape du Tour de Belgique disputée contre-la-montre à Beringen derrière Søren Wærenskjold et porte le maillot jaune du meilleur jeune qu'il conserve de même que la deuxième place au classement général jusqu'au terme de ce tour.

## Palmarès et résultats

### Palmarès par année
- 2019
  - 2e de Schio-Ossario del Pasubio
  - 6e du championnat d'Europe du contre-la-montre juniors[6]
- 2020
  -  Champion d'Europe du contre-la-montre juniors
  -  Champion de République tchèque du contre-la-montre juniors
  - 2e étape du Trofeo Buffoni (contre-la-montre)
  - 2e du championnat de République tchèque sur route juniors
  - 2e du Trofeo Buffoni
- 2022
  -  Champion de République tchèque du contre-la-montre espoirs
  - 6e étape du Tour des Émirats arabes unis
  - Prologue de la Course de la Paix-Grand Prix Jeseníky
  - Mühlviertler Hügelwelt Classic
  -  Médaillé d'argent du championnat du monde sur route espoirs
  -  Médaillé d'argent du championnat d'Europe sur route espoirs
  - 3e de la Course de la Paix-Grand Prix Jeseníky
  - 9e du championnat du monde du contre-la-montre espoirs
- 2023
  -  Champion de République tchèque sur route
  - 3e du championnat de République tchèque du contre-la-montre
- 2024
  -  Champion de République tchèque du contre-la-montre
  - 2e du Tour de Belgique
  - 2e de Paris-Tours
- 2025
  -  Champion de République tchèque sur route
  -  Champion de République tchèque du contre-la-montre
  - 4e étape du Tour de Wallonie
  - 2e du Tour de Wallonie
  - 3e de la Figueira Champions Classic

### Résultats sur les grands tours

#### Tour d'Italie
1 participation
- 2025 : 57e

#### Tour d'Espagne
1 participation
- 2024 : 61e

### Classements mondiaux
| Année                                 | 2021 | 2022 | 2023 | 2024 |
| ------------------------------------- | ---- | ---- | ---- | ---- |
| Classement mondial                    | 838e | 182e | 327e | 68e  |
| UCI Europe Tour                       | 644e | 149e | nc   | 55e  |
|                                       |      |      |      |      |
| Légende : nc = non classéSource : UCI |      |      |      |      |